# Dioxobernsteinsäure
Dioxobernsteinsäure (IUPAC) ist eine organische chemische Verbindung aus der Gruppe der Ketosäuren und der Oxokohlenstoffe. Ihre Salze heißen Dioxosuccinate, wobei dieses Anion tatsächlich nur aus den Elementen Kohlenstoff und Sauerstoff besteht. Genauso werden auch die Ester der Dioxobernsteinsäure als Dioxosuccinate bezeichnet. Das Monoanion hingegen heißt Hydrogendioxosuccinat.

## Vorkommen
Dioxobernsteinsäure ist eine der Säuren im Wein und entsteht dort durch die Oxidation von Weinsäure über das Intermediat Dihydroxyfumarsäure.

## Hydrat
Dioxobernsteinsäure wird üblicherweise als Dihydrat gehandelt, welches in diesem Fall kein Kristallwasser enthält, sondern als doppeltes Ketonhydrat vorliegt. Diese auch als Dihydroxyweinsäure bezeichnete Verbindung reagiert in vielen Fällen ähnlich wie die reine Dioxobernsteinsäure, z. B. bei der Veresterung.